# Шёмберг, Курт Александр фон
Барон Курт Александр фон Шёмберг (нем. Curt Alexander von Schönberg; 5 мая 1703, Дрезден — 10 июня 1761, Фрайберг, Саксония) — российский государственный деятель саксонского происхождения, ставленник Э. И. Бирона, руководитель Берг-директориума (Генерал-берг-директор или Берг-директор) в 1736—1742 годах.

## Биография
В 1736 году Берг-коллегия, подчинявшаяся Сенату, была ликвидирована, а её функции были объединены с функциями Мануфактур-коллегией и переданы вновь образованному Берг-директориуму с прямым подчинением Анне Иоановне. Главой вновь образованного ведомства был назначен ставленник фаворита императрицы Э. И. Бирона, барон Шёмберг.
3 марта 1739 года Анна Иоанновна передала гору Благодать и два недостроенных Гороблагодатских завода (Кушвинский и Верхнетуринский) во владение Шёмбергу. При этом В. Н. Татищев, начавший развитие горного дела на Урале, был отстранён от управления горной промышленностью. За три года частного управления Шёмберг закончил постройку Кушвинского и Верхнетуринского завода за счёт казённых ссуд, приписных крестьян и выписанных из Саксонии мастеров.
По инициативе Шёмберга из Саксонии на средства казны были выписаны заводские мастера и смотрители над рудокопами (штейгеры) для обеспечения работы Гороблагодатских заводов. 24 августа 1739 года на Гороблагодатские заводы приехали новые управители Фохт и Бланкенгаген и шесть немецких мастеров. Всего было привезено около 50 иностранных мастеров, более половины из которых остались в России и получили российское подданство.
В июне 1737 года фон Шёмберг посетил Медвежий остров в Белом море с целью инспекции открытых Фёдором Прядуновым с товарищами серебряных рудников.
В конце 1730-х годов под эгидой Шёмберга на востоке Кольского полуострова на пожалованной Анной Иоановной земле были основаны Лапландские заводы, производившие медь. Такое привилегированное отношение к Шёмбергу со стороны властей объяснялось желанием Анны Иоанновны «показать как русским, так и иностранцам, как выгодно заниматься в России горным делом» и стремлением внедрить частную собственность горнозаводчиков.
Шёмберг был уличён в многочисленных злоупотреблениях должностным положением. В 1742 году комиссия Сената подтвердила в своём отчёте выводы о несостоятельности Берг-директориум во главе с Шёмбергом. Также были подтверждены факты хищения казённых денег в пользу Шёмберга и Бирона.
7 апреля 1742 года Елизаветой Петровной заводы были возвращены в казну, а с Шёмберга взысканы долги в размере 200 000 рублей. Берг-директориум был упразднён, а его функции возвращены Берг-коллегии. Шёмберг был арестован, а в 1745 году выслан из России после выплаты казне штрафа в 200 тыс. рублей.

## Семья
Был дважды женат. Первая жена — Мария Джозефа фон Нехем (21 октября 1704 года — 19 июня 1756 года). Дети от первого брака — Фредерика Шарлотта (20 июня 1732 года — 28 ноября 1803 года), Августа София (6 мая 1734 года 29 июня 1805 года), Иоганна Вильгельмина (2 января 1736 года — 28 февраля 1816 года).
Вторая жена — Доротея Фридерика Раубендорф (1732 год — 22 октября 1785 года). Сын от второго брака — Курт Фридрих (28 августа 1759 года — 3 декабря 1834 года).